# Manuel Clarés
Manuel Clarés García (Madrid, 23 febbraio 1948) è un ex calciatore spagnolo, di ruolo attaccante.

## Palmarès

### Club

#### Competizioni nazionali
- Coppa di Spagna: 1

Barcellona: 1977-1978